# Helena Gissén
Inger Helena Nilsson Gissén, född Gissén den 29 september 1963 i Annedals församling i Göteborg, är en svensk journalist.

## Biografi
Gissén växte upp i Göteborg och var bosatt i Italien 1982–1985. Hon studerade journalistik och språk vid Göteborgs och Stockholms universitet. 
Hon har varit samhällsreporter och biträdande nyhetschef på Blekinge Läns Tidning och arbetsmarknadsreporter på A-Pressens Stockholmsredaktion. 
Från 1996 var Helena Gissén politisk reporter på TV4-nyheterna och från 2010 delade hon tjänsten som politisk kommentator med Ulf Kristofferson. Hon har även varit reporter på Kalla fakta. I januari 2011 lämnade hon och Andreas Bjunér sina uppdrag som jämställdhetsombud i Bonnierägda TV4 i protest mot systerkanalen Canal+ nattliga porrfilmssändningar.
Sedan 2021 har Gissén varit reporter på Expressen. 26 april 2023 meddelades det i Talkshow i P1 att hon börjar som inrikespolitisk kommentator på Sveriges Radios program Ekot. 
Hon är sedan 1997 gift med journalisten P.M. Nilsson, VD för Timbro sedan 2023.